# Ángel Nieto: 12+1
Ángel Nieto: 12+1 es una película documental, dirigida por Álvaro Fernández Armero en el año 2005

## Argumento
Documental sobre la vida y triunfo de Ángel Nieto, desde sus orígenes hasta convertirse en uno de los deportistas más laureados del deporte en España. Sus veintitrés campeonatos de España ganados y sus 12+1, como le gustaba decir, campeonatos del mundo de motociclismo.

## Premios
- Premio César Agüí de Periodismo y Comunicación .[1]